# Tibouchina
O gênero Tibouchina pertence à família Melastomataceae.  Espécies de árvores do gênero Tibouchina (Quaresmeiras, Jacatirões ou Manacás) têm notável valor ornamental e, como pioneiras, em atividades de restauração ambiental em florestas do Sul e do Sudeste do Brasil. Sua propagação por sementes, embora abundante na natureza, encontra dificuldades em viveiros comerciais, o que enseja estudos de biologia reprodutiva.
Várias espécies de melastomáceas apresentam mudanças de cor em suas flores, porém as mais notáveis estão entre espécies do gênero Tibouchina: no manacá-da-serra as flores mudam de branco para lilás durante o período de antese. Aparentemente, esta mudança de cor atua como um aviso às abelhas para estas não visitarem flores já velhas. Mas a persistência das pétalas nas flores não mais receptivas confere um colorido intenso às plantas, atuando na sinalização aos polinizadores a longa distância.
São, em geral, árvores de médio porte, atingindo cerca de 5 metros de altura. A observação de suas folhas, que apresentam nervuras longitudinais, deixa claríssima a sua identidade como tibouchina.

## Espécies
Existem mais de 350 espécies contidas neste gênero.
- Tibouchina ademari J.P.F.Guim., R.Romero & Leoni - VU - Mata Atlântica, Minas Gerais
- Tibouchina aegopogon (Naudin) Cogn.
- Tibouchina anderssonii Wurdack  - EN
- Tibouchina angraensis Brade  - CR - Mata Atlântica, Rio de Janeiro
- Tibouchina bergiana Cogn.  - VU - Cerrado, Minas Gerais
- Tibouchina boudetii J.P.F.Guim. & R.Goldenb. - VU - Mata Atlântica, Espírito Santo
- Tibouchina campii Wurdack  - VU
- Tibouchina candolleana (Mart. ex DC.) Cogn.
- Tibouchina castellensis Brade  - VU - Mata Atlântica, Espírito Santo
- Tibouchina dubia (Cham.) Cogn.  - EX
- Tibouchina eichleri Cogn.  - EX
- Tibouchina frigidula (Schrank & Mart. ex DC.) Cogn.  - EX
- Tibouchina gardneriana Cogn.  - EX
- Tibouchina gleasoniana Wurdack - VU
- Tibouchina grandifolia (quaresmeira-anã)
- Tibouchina granulosa (quaresmeira, quaresmeira-roxa)
- Tibouchina herbaceae (quaresminha)
- Tibouchina mutabilis (manacá-da-serra, jacatirão, cuipeúna)
- Tibouchina oroensis Gleason  - VU
- Tibouchina papyrus (Pohl) Toledo  - VU - Cerrado, Goiás
- Tibouchina pulchra, espécie de restinga (jacatirão, quaresmeira-do-frio)
- Tibouchina quartzophila Brade  - CR Mata Atlântica, Espírito Santo
- Tibouchina riedeliana Cogn.  - EX
- Tibouchina schenckii Cogn.  - EX
- Tibouchina sellowiana (Cham.) Cogn.(quaresmeira-da-serra, manacá-de-minas)
- Tibouchina semidecandra ou T. urvilleana (Sinônimos) (quaresmeira-roxa-anã)
- Tibouchina stenocarpa (Schrank & Mart. ex DC.) Cogn (manacá)
- Tibouchina trichopoda (DC.) (jacatirão)
- Tibouchina 'Alstonville' (Híbrido)

### T. herbaceae
A Tibouchina herbaceae tornou-se uma praga no Hawaii – seus habitats naturais são pântanos, campos e bordas de matas e sua floração ocorre entre os meses de Janeiro e Maio.

### T. mutabilis
A Tibouchina mutabilis é conhecida como "Flor-de-Maio" e "Manacá-da-Serra". Pode atingir até 10 metros de altura e o diametro de seu tronco, 30 centímetros. Ainda apresenta flores de coloração rosada que floram entre os meses de Novembro e Fevereiro.

### T. pulchra
Tibouchina pulchra, conhecida popularmente como "Jacatirão" ou "Manacá-da-Serra", é uma espécie nativa de restingas na Mata Atlântica que se destaca por apresentar flores muito vistosas, de coloração que pode variar de brancas a violetas. Os flavonóides, entre eles as flavonas, os flavonóis e as antocianinas são responsáveis pela gradação dessas cores nas flores, frutos, folhas, e raízes.
Um aspecto intrigante relacionado à coloração desta espécie é o papel ecológico desempenhado por esses pigmentos na relação com seus polinizadores, podendo-se diferenciar quatro estágios de gradação de cores nas flores – os estágios iniciais (botão e após antese) apresentam coloração branca com bordas ligeiramente violeta, enquanto que os estágios posteriores se caracterizam por uma gradação da cor violeta.

### T. sellowiana
A Tibouchina sellowiana, assim como a T. pulchra, muda de cor após a polinização, sendo que as mais novas são brancas enquanto as mais velhas, arroxeadas.

### T. granulosa
A variedade mais comum é a roxa, sendo bastante utilizada também a variação kathleen, rosa. Estão entre as mais cultivadas para paisagismo na cidade de São Paulo.

### Outras
- Outras espécies notáveis: T. benthamiana - T. bicolor - T. clavata - T. elegans - T. gaudichaudiana - T. gayana - T. grandifolia - - T. holosericea - T. langsdorffiana - T. laxa - T. maudhiana - T. multiflora - T. organensis - T. stenoccarpa - T. viminea;
- T. semidecandra e T. urvilleana são sinônimos;